# Beyond Zero Tolerance
Beyond Zero Tolerance (o Zero Tolerance 2) es un videojuego desarrollado por Technopop para la consola Sega Mega Drive/Genesis. Se dio a entender que era una secuela de Zero Tolerance, pero nunca fue terminado. Ambos juegos han sido lanzados por el (ahora desaparecida) empresa como software freeware.
- Datos: Q4900065